# Amfiteatre romà d'Amiternum
L'amfiteatre romà d'Amiternum era el principal amfiteatre de l'antiga ciutat sabina d'Amiternum. Les seus restes arqueològiques estan situades a prop de la localitat de Sant Vittorino, al territori comunal de L'Aquila (Itàlia).

## Característiques i història

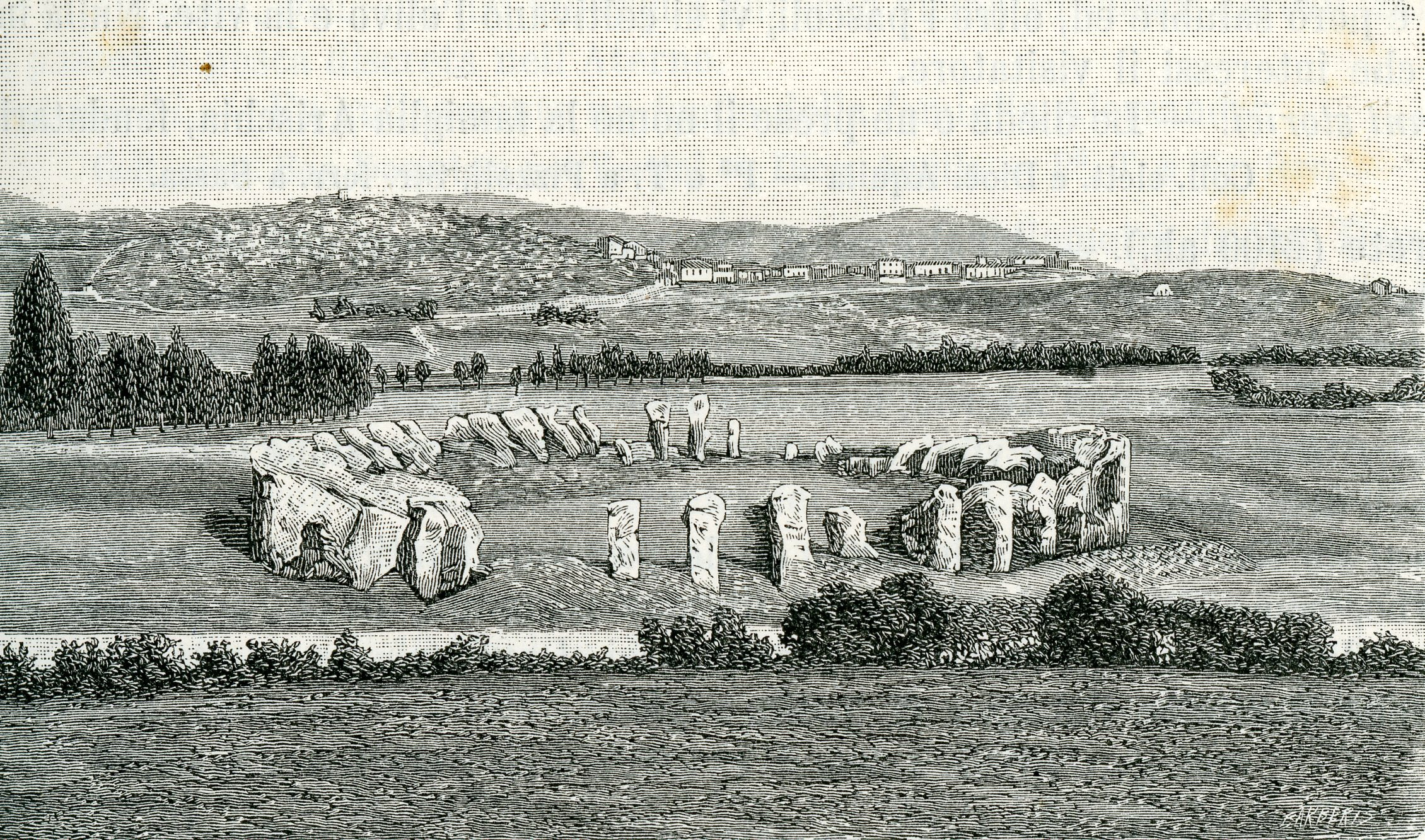
Xilografia de l'amfiteatre

Va ser declarat monument nacional en 1902. L'estructura es remunta al segle I i és posterior al teatre romà. A diferència d'aquest últim, l'amfiteatre es troba a l'extrem meridional de la ciutat, lluny del fòrum. La càvea, que s'eleva sobre la via Amiternina entre el turó de San Marco i el riu Aterno, té diàmetres de 68 i 53 metres mesurats respectivament sobre les directrius est-oest (costat paral·lel a l'escena del teatre) i nord-sud. Compta amb 48 arcades que sostenen les grades, hui pràcticament desaparegudes, i que originàriament estaven disposades en dos plantes i revestides de maó; s'estima que comptava amb una capacitat per a 6000 espectadors. De l'amfiteatre, hui dia encara es visible de forma completa el passadís exterior amb la columnata de maons i l'estructura de la càvea amb els seus murs i el revestiment de maó. L'ingrés a l'arena es realitzava per l'entrada situada sobre l'eix major est-oest, anomenada Porta Triumphalis.
Se suposa que el monument va ser renovat al segle subsegüent a la seua construcció i abandonat després de la decadència d'Amiternum. La càvea va quedar sempre visible, i d'això queda constància en els arxius cadastrals, però l'estructura va sorgir de nou a la llum amb les excavacions arqueològiques de 1880, mentre que els treballs de consolidació i restauració es remunten a 1996.
Altres excavacions, efectuades en la segona meitat del segle xx, han tret a la llum les restes d'una domus tardorromana de la qual encara avui és ben visible la planimetria articulada sobre un pati central porticat al que donaven la resta d'habitacions; s'han descobert la sala d'entrada (atrium), la sala per a la recollida d'aigua de pluja (impluvium) i una sala de recepció (tablinium), totes riques en mosaics i frescos. El lloc és part d'una vasta àrea arqueològica que comprén també el teatre romà i les catacumbes de San Vittorino.